# Formule 1 in 1989

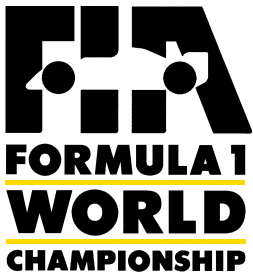
Formule 1 logo

Het Formule 1-seizoen 1989 was het 40ste FIA Formula One World Championship seizoen. Het begon op 26 maart en eindigde op 5 november na zestien races.
Alain Prost pakte zijn derde, erg omstreden wereldtitel.
1989 betekende het eind van het turbo-tijdperk. Ferrari reed voor het eerst opnieuw met een 12-cilindermotor.

## Kalender
| GP nr. | Ronde | Grand Prix                 | Circuit                       | Plaats               | Datum        |
| ------ | ----- | -------------------------- | ----------------------------- | -------------------- | ------------ |
| 469    | 1     | GP van Brazilië            | Circuit van Jacarepaguá       | Rio de Janeiro       | 26 maart     |
| 470    | 2     | GP van San Marino          | Autodromo Enzo e Dino Ferrari | Imola                | 23 april     |
| 471    | 3     | GP van Monaco              | Circuit de Monaco             | Monte Carlo          | 7 mei        |
| 472    | 4     | GP van Mexico              | Autódromo Hermanos Rodríguez  | Mexico-Stad          | 28 mei       |
| 473    | 5     | GP van de Verenigde Staten | Stratencircuit Phoenix        | Phoenix (Arizona)    | 4 juni       |
| 474    | 6     | GP van Canada              | Circuit Gilles Villeneuve     | Montreal (Quebec)    | 18 juni      |
| 475    | 7     | GP van Frankrijk           | Circuit Paul Ricard           | Le Castellet         | 9 juli       |
| 476    | 8     | GP van Groot-Brittannië    | Silverstone Circuit           | Silverstone          | 16 juli      |
| 477    | 9     | GP van Duitsland           | Hockenheimring                | Hockenheim           | 30 juli      |
| 478    | 10    | GP van Hongarije           | Hungaroring                   | Mogyoród             | 13 augustus  |
| 479    | 11    | GP van België              | Circuit de Spa-Francorchamps  | Stavelot             | 27 augustus  |
| 480    | 12    | GP van Italië              | Autodromo Nazionale Monza     | Monza                | 10 september |
| 481    | 13    | GP van Portugal            | Autódromo do Estoril          | Estoril              | 24 september |
| 482    | 14    | GP van Spanje              | Circuito Permanente de Jerez  | Jerez de la Frontera | 1 oktober    |
| 483    | 15    | GP van Japan               | Circuit Suzuka                | Suzuka               | 22 oktober   |
| 484    | 16    | GP van Australië           | Stratencircuit van Adelaide   | Adelaide             | 5 november   |

## Resultaten en klassement

### Grands Prix
| Ronde | Grand Prix                 | Poleposition     | Snelste ronde     | Winnende coureur   | Winnende constructeur | Banden | Verslag |
| ----- | -------------------------- | ---------------- | ----------------- | ------------------ | --------------------- | ------ | ------- |
| 1     | GP van Brazilië            | Ayrton Senna     | Riccardo Patrese  | Nigel Mansell      | Ferrari               | G      | Verslag |
| 2     | GP van San Marino          | Ayrton Senna     | Alain Prost       | Ayrton Senna       | McLaren-Honda         | G      | Verslag |
| 3     | GP van Monaco              | Ayrton Senna     | Alain Prost       | Ayrton Senna       | McLaren-Honda         | G      | Verslag |
| 4     | GP van Mexico              | Ayrton Senna     | Nigel Mansell     | Ayrton Senna       | McLaren-Honda         | G      | Verslag |
| 5     | GP van de Verenigde Staten | Ayrton Senna     | Ayrton Senna      | Alain Prost        | McLaren-Honda         | G      | Verslag |
| 6     | GP van Canada              | Alain Prost      | Jonathan Palmer   | Thierry Boutsen    | Williams-Renault      | G      | Verslag |
| 7     | GP van Frankrijk           | Alain Prost      | Maurício Gugelmin | Alain Prost        | McLaren-Honda         | G      | Verslag |
| 8     | GP van Groot-Brittannië    | Ayrton Senna     | Nigel Mansell     | Alain Prost        | McLaren-Honda         | G      | Verslag |
| 9     | GP van Duitsland           | Ayrton Senna     | Ayrton Senna      | Ayrton Senna       | McLaren-Honda         | G      | Verslag |
| 10    | GP van Hongarije           | Riccardo Patrese | Nigel Mansell     | Nigel Mansell      | Ferrari               | G      | Verslag |
| 11    | GP van België              | Ayrton Senna     | Alain Prost       | Ayrton Senna       | McLaren-Honda         | G      | Verslag |
| 12    | GP van Italië              | Ayrton Senna     | Alain Prost       | Alain Prost        | Ferrari               | G      | Verslag |
| 13    | GP van Portugal            | Ayrton Senna     | Gerhard Berger    | Gerhard Berger     | Ferrari               | G      | Verslag |
| 14    | GP van Spanje              | Ayrton Senna     | Ayrton Senna      | Ayrton Senna       | McLaren-Honda         | G      | Verslag |
| 15    | GP van Japan               | Ayrton Senna     | Alain Prost       | Alessandro Nannini | Benetton-Ford         | G      | Verslag |
| 16    | GP van Australië           | Ayrton Senna     | Satoru Nakajima   | Thierry Boutsen    | Williams-Renault      | G      | Verslag |

### Puntentelling
Punten worden toegekend aan de top zes geklasseerde coureurs. 
| Positie | 01e0 | 02e0 | 03e0 | 04e0 | 05e0 | 06e0 |
| Punten  | 9    | 6    | 4    | 3    | 2    | 1    |

### Klassement bij de coureurs
De elf beste resultaten van alle wedstrijden tellen mee voor de eindstand. Bij "Punten" staan de getelde kampioenschapspunten gevolgd door de totaal behaalde punten tussen haakjes.
| Pos. | Nr.                      | Coureur               | Constructeur                          | Grands Prix | Grands Prix | Grands Prix | Grands Prix | Grands Prix | Grands Prix | Grands Prix | Grands Prix | Grands Prix | Grands Prix | Grands Prix | Grands Prix | Grands Prix | Grands Prix | Grands Prix | Grands Prix | Punten  |
| Pos. | Nr.                      | Coureur               | Constructeur                          | BRA         | SMR         | MON         | MEX         | VST         | CAN         | FRA         | GBR         | DUI         | HON         | BEL         | ITA         | POR         | SPA         | JPN         | AUS         | Punten  |
| ---- | ------------------------ | --------------------- | ------------------------------------- | ----------- | ----------- | ----------- | ----------- | ----------- | ----------- | ----------- | ----------- | ----------- | ----------- | ----------- | ----------- | ----------- | ----------- | ----------- | ----------- | ------- |
| 1    | 2                        | Alain Prost           | McLaren-Honda                         | 2           | 2S          | 2S          | (5)         | 1           | DNFP        | 1P          | 1           | 2           | (4)         | 2S          | 1S          | 2           | 3           | DNFS        | DNF         | 76 (81) |
| 2    | 1                        | Ayrton Senna          | McLaren-Honda                         | 11P         | 1P          | 1P          | 1P          | DNFPS0      | 7†          | DNF         | DNFP        | 1PS0        | 2           | 1P          | DNFP        | DNFP        | 1PS0        | DSQP        | DNFP        | 60      |
| 3    | 6                        | Riccardo Patrese      | Williams-Renault                      | DNFS        | DNF         | 15          | 2           | 2           | 2           | 3           | DNF         | 4           | DNFP        | DNF         | 4           | DNF         | 5           | 2           | 3           | 40      |
| 4    | 27                       | Nigel Mansell         | Ferrari                               | 1           | DNF         | DNF         | DNFS        | DNF         | DSQ         | 2           | 2S          | 3           | 1S          | 3           | DNF         | DSQ         |             | DNF         | DNF         | 38      |
| 5    | 5                        | Thierry Boutsen       | Williams-Renault                      | DNF         | 4           | 10          | DNF         | 6           | 1           | DNF         | 10          | DNF         | 3           | 4           | 3           | DNF         | DNF         | 3           | 1           | 37      |
| 6    | 19                       | Alessandro Nannini    | Benetton-Ford                         | 6           | 3           | 8           | 4           | DNF         | DSQ         | DNF         | 3           | DNF         | DNF         | 5           | DNF         | 4           | DNF         | 1           | 2           | 32      |
| 7    | 28                       | Gerhard Berger        | Ferrari                               | DNF         | DNF         |             | DNF         | DNF         | DNF         | DNF         | DNF         | DNF         | DNF         | DNF         | 2           | 1S          | 2           | DNF         | DNF         | 21      |
| 8    | 11                       | Nelson Piquet         | Lotus-Judd                            | DNF         | DNF         | DNF         | 11          | DNF         | 4           | 8           | 4           | 5           | 6           | DNQ         | DNF         | DNF         | 8           | 4           | DNF         | 12      |
| 9    | 4                        | Jean Alesi            | Tyrrell-Ford                          |             |             |             |             |             |             | 4           | DNF         | 10          | 9           |             | 5           |             | 4           | DNF         | DNF         | 8       |
| 10   | 9                        | Derek Warwick         | Arrows-Ford                           | 5           | 5           | DNF         | DNF         | DNF         | DNF         |             | 9           | 6           | 10          | 6           | DNF         | DNF         | 9           | 6           | DNF         | 7       |
| 11   | 10                       | Eddie Cheever         | Arrows-Ford                           | DNF         | 9           | 7           | 7           | 3           | DNF         | 7           | DNQ         | 12†         | 5           | DNF         | DNQ         | DNF         | DNF         | 8           | DNF         | 6       |
| 12   | 36                       | Stefan Johansson      | Onyx-Ford                             | DNPQ        | DNPQ        | DNPQ        | DNF         | DNF         | DSQ         | 5           | DNPQ        | DNF         | DNF         | 8           | DNPQ        | 3           | DNPQ        | DNPQ        | DNPQ        | 6       |
| 13   | 4 (6x) 29 (8x)           | Michele Alboreto      | Tyrrell-Ford Lola-Lamborghini         | 10          | DNQ         | 5           | 3           | DNF         | DNF         |             |             | DNF         | DNF         | DNF         | DNF         | 11          | DNPQ        | DNPQ        | DNPQ        | 6       |
| 14   | 20 (6x) 4 (2x)           | Johnny Herbert        | Benetton-Ford Tyrrell-Ford            | 4           | 11          | 14          | 15          | 5           | DNQ         |             |             |             |             | DNF         |             | DNQ         |             |             |             | 5       |
| 15   | 23                       | Pierluigi Martini     | Minardi-Ford                          | DNF         | DNF         | DNF         | DNF         | DNF         | DNF         | DNF         | 5           | 9           | DNF         | 9           | 7           | 5           | DNF         |             | 6           | 5       |
| 16   | 15                       | Mauricio Gugelmin     | March-Judd                            | 3           | DNF         | DNF         | DNQ         | DSQ         | DNF         | NCS         | DNF         | DNF         | DNF         | 7           | DNF         | 10          | DNF         | 7           | 7           | 4       |
| 17   | 22                       | Andrea de Cesaris     | Dallara-Ford (Scuderia Italia)        | 13          | 10          | 13          | DNF         | 8           | 3           | DNQ         | DNF         | 7           | DNF         | 11          | DNF         | DNF         | 7           | 10          | DNF         | 4       |
| 18   | 8                        | Stefano Modena        | Brabham-Judd                          | DNF         | DNF         | 3           | 10          | DNF         | DNF         | DNF         | DNF         | DNF         | 11          | DNF         | EX          | 14          | DNF         | DNF         | 8           | 4       |
| 19   | 21                       | Alex Caffi            | Dallara-Ford (Scuderia Italia)        | DNPQ        | 7           | 4           | 13          | DNF         | 6           | DNF         | DNQ         | DNF         | 7           | DNF         | 11†         | DNF         | DNF         | 9           | DNF         | 4       |
| 20   | 7                        | Martin Brundle        | Brabham-Judd                          | DNF         | DNF         | 6           | 9           | DNF         | DNPQ        | DNPQ        | DNF         | 8           | 12          | DNF         | 6           | 8           | DNF         | 5           | DNF         | 4       |
| 21   | 12                       | Satoru Nakajima       | Lotus-Judd                            | 8           | NC          | DNQ         | DNF         | DNF         | DNQ         | DNF         | 8           | DNF         | DNF         | DNQ         | 10†         | 7           | DNF         | DNF         | 4S          | 3       |
| 22   | 38                       | Christian Danner      | Rial-Ford                             | 14          | DNQ         | DNQ         | 12          | 4           | 8           | DNQ         | DNQ         | DNQ         | DNQ         | DNQ         | DNQ         | DNQ         |             |             |             | 3       |
| 23   | 20                       | Emanuele Pirro        | Benetton                              |             |             |             |             |             |             | 9           | 11          | DNF         | 8           | 10          | DNF         | DNF         | DNF         | DNF         | 5           | 2       |
| 24   | 25                       | René Arnoux           | Ligier-Ford                           | DNQ         | DNQ         | 12          | 14          | DNQ         | 5           | DNF         | DNQ         | 11          | DNQ         | DNF         | 9           | 13          | DNQ         | DNQ         | DNF         | 2       |
| 25   | 3                        | Jonathan Palmer       | Tyrrell-Ford                          | 7           | 6           | 9           | DNF         | 9†          | DNFS        | 10          | DNF         | DNF         | 13          | 14          | DNF         | 6           | 10          | DNF         | DNQ         | 2       |
| 26   | 26                       | Olivier Grouillard    | Ligier-Ford                           | 9           | DSQ         | DNF         | 8           | DNQ         | DNQ         | 6           | 7           | DNF         | DNQ         | 13          | DNF         | DNQ         | DNF         | DNF         | DNF         | 1       |
| 27   | 40                       | Gabriele Tarquini     | AGS-Ford                              |             | 8           | DNF         | 6           | 7†          | DNF         | DNF         | DNPQ        | DNPQ        | DNPQ        | DNPQ        | DNPQ        | DNPQ        | DNPQ        | DNPQ        | DNPQ        | 1       |
| 28   | 24                       | Luis Perez-Sala       | Minardi-Ford                          | DNF         | DNF         | DNF         | DNQ         | DNF         | DNF         | DNQ         | 6           | DNQ         | DNF         | 15          | 8           | 12          | DNF         | DNF         | DNQ         | 1       |
| 29   | 30                       | Philippe Alliot       | Lola-Lamborghini (Larrousse)          | 12          | DNF         | DNF         | NC          | DNF         | DNF         | DNF         | DNF         | DNF         | DNPQ        | 16†         | DNF         | 9           | 6           | DNF         | DNF         | 1       |
| 30   | 16                       | Ivan Capelli          | March-Judd                            | DNF         | DNF         | 11†         | DNF         | DNF         | DNF         | DNF         | DNF         | DNF         | DNF         | 12          | DNF         | DNF         | DNF         | DNF         | DNF         | 0       |
| 31   | 29                       | Éric Bernard          | Lola-Lamborghini (Larrousse)          |             |             |             |             |             |             | 11          | DNF         |             |             |             |             |             |             |             |             | 0       |
| 32   | 37 (12x) 39 (2x)         | Bertrand Gachot       | Onyx-Ford Rial-Ford                   | DNPQ        | DNPQ        | DNPQ        | DNPQ        | DNPQ        | DNPQ        | 13†         | 12          | DNQ         | DNF         | DNF         | DNF         |             |             | DNQ         | DNQ         | 0       |
| 33   | 17                       | Nicola Larini         | Osella-Ford                           | DSQ         | 12†         | DNPQ        | DNPQ        | DNPQ        | DNF         | DNPQ        | DNF         | DNPQ        | DNPQ        | DNPQ        | DNF         | DNPQ        | DNF         | DNF         | DNF         | 0       |
| 34   | 9                        | Martin Donnelly       | Arrows-Ford                           |             |             |             |             |             |             | 12          |             |             |             |             |             |             |             |             |             | 0       |
| −    | 31                       | Roberto Moreno        | Coloni-Ford                           | DNQ         | DNQ         | DNF         | DNQ         | DNQ         | DNF         | DNQ         | DNF         | DNPQ        | DNPQ        | DNPQ        | DNPQ        | DNF         | DNPQ        | DNPQ        | DNPQ        | 0       |
| −    | 18                       | Piercarlo Ghinzani    | Osella-Ford                           | DNPQ        | DNPQ        | DNPQ        | DNPQ        | DNPQ        | DNPQ        | DNPQ        | DNPQ        | DNPQ        | DNF         | DNPQ        | DNPQ        | DNPQ        | DNF         | DNPQ        | DNF         | 0       |
| −    | 34                       | Bernd Schneider       | Zakspeed-Yamaha                       | DNF         | DNPQ        | DNPQ        | DNPQ        | DNPQ        | DNPQ        | DNPQ        | DNPQ        | DNPQ        | DNPQ        | DNPQ        | DNPQ        | DNPQ        | DNPQ        | DNF         | DNPQ        | 0       |
| −    | 37                       | JJ Lehto              | Onyx-Ford                             |             |             |             |             |             |             |             |             |             |             |             |             | DNPQ        | DNF         | DNPQ        | DNF         | 0       |
| −    | 32 (10x) 39 (4x) 38 (2x) | Pierre-Henri Raphanel | Coloni-Ford Rial-Ford                 | DNPQ        | DNPQ        | DNF         | DNPQ        | DNPQ        | DNPQ        | DNPQ        | DNPQ        | DNPQ        | DNPQ        | DNQ         | DNQ         | DNQ         | DNQ         | DNQ         | DNQ         | 0       |
| −    | 29 (6x) 41 (9x)          | Yannick Dalmas        | Lola-Lamborghini (Larrousse) AGS-Ford | DNQ         | DNF         | DNQ         | DNQ         | DNQ         | DNQ         |             | DNPQ        | DNPQ        | DNPQ        | DNPQ        | DNPQ        | DNPQ        | DNPQ        | DNPQ        | DNPQ        | 0       |
| −    | 23                       | Paolo Barilla         | Minardi-Ford                          |             |             |             |             |             |             |             |             |             |             |             |             |             |             | DNF         |             | 0       |
| −    | 33 (11x) 38 (1x)         | Gregor Foitek         | EuroBrun-Judd Rial-Ford               | DNQ         | DNPQ        | DNPQ        | DNPQ        | DNPQ        | DNPQ        | DNPQ        | DNPQ        | DNPQ        | DNPQ        | DNPQ        |             |             | DNQ         |             |             | 0       |
| −    | 39                       | Volker Weidler        | Rial-Ford                             | DNPQ        | DNPQ        | DNPQ        | DNPQ        | DNPQ        | DNPQ        | DNPQ        | DNPQ        | EX          | DNQ         |             |             |             |             |             |             | 0       |
| −    | 35                       | Aguri Suzuki          | Zakspeed-Yamaha                       | DNPQ        | DNPQ        | DNPQ        | DNPQ        | DNPQ        | DNPQ        | DNPQ        | DNPQ        | DNPQ        | DNPQ        | DNPQ        | DNPQ        | DNPQ        | DNPQ        | DNPQ        | DNPQ        | 0       |
| −    | 41                       | Joachim Winkelhock    | AGS-Ford                              | DNPQ        | DNPQ        | DNPQ        | DNPQ        | DNPQ        | DNPQ        | DNPQ        |             |             |             |             |             |             |             |             |             | 0       |
| −    | 32                       | Enrico Bertaggia      | Coloni-Ford                           |             |             |             |             |             |             |             |             |             |             | DNPQ        | DNPQ        | DNPQ        | DNPQ        | DNPQ        | DNPQ        | 0       |
| −    | 33                       | Oscar Larrauri        | EuroBrun-Judd                         |             |             |             |             |             |             |             |             |             |             |             | DNPQ        | DNPQ        | DNPQ        | DNPQ        | DNPQ        | 0       |
| Pos. | Nr.                      | Coureur               | Constructeur                          | BRA         | SMR         | MON         | MEX         | VST         | CAN         | FRA         | GBR         | DUI         | HON         | BEL         | ITA         | POR         | SPA         | JPN         | AUS         | Punten  |
| Pos. | Nr.                      | Coureur               | Constructeur                          | Grands Prix |             |             |             |             |             |             |             |             |             |             |             |             |             |             |             | Punten  |

| Resultaat                      |
| ------------------------------ |
| Winnaar                        |
| Tweede plaats                  |
| Derde plaats                   |
| Gefinisht (punten)             |
| Gefinisht (geen punten)        |
| Niet geklasseerd (NC)          |
| Uitgevallen (DNF)              |
| Niet gekwalificeerd (DNQ)      |
| Niet gepre-kwalificeerd (DNPQ) |
| Gediskwalificeerd (DSQ)        |
| Niet gestart (DNS)             |
| Gewond (INJ)                   |
| Uitgesloten (EX)               |
| Teruggetrokken (WD)            |
| Niet deelgenomen (blanco cel)  |
| P Pole position                |
| S Snelste ronde                |

† — Coureur is niet gefinisht in de GP, maar heeft wel 90% van de race-afstand afgelegd, waardoor hij als geklasseerd genoteerd staat.

### Klassement bij de constructeurs
| Pos. | Constructeur                 | Nr. | Grands Prix | Grands Prix | Grands Prix | Grands Prix | Grands Prix | Grands Prix | Grands Prix | Grands Prix | Grands Prix | Grands Prix | Grands Prix | Grands Prix | Grands Prix | Grands Prix | Grands Prix | Grands Prix | Punten |
| Pos. | Constructeur                 | Nr. | BRA         | SMR         | MON         | MEX         | VST         | CAN         | FRA         | GBR         | DUI         | HON         | BEL         | ITA         | POR         | SPA         | JPN         | AUS         | Punten |
| ---- | ---------------------------- | --- | ----------- | ----------- | ----------- | ----------- | ----------- | ----------- | ----------- | ----------- | ----------- | ----------- | ----------- | ----------- | ----------- | ----------- | ----------- | ----------- | ------ |
| 1    | McLaren-Honda                | 1   | 11P         | 1P          | 1P          | 1P          | DNFPS0      | 7†          | DNF         | DNFP        | 1PS0        | 2           | 1P          | DNFP        | DNFP        | 1PS0        | DSQP        | DNFP        | 141    |
| 1    | McLaren-Honda                | 2   | 2           | 2S          | 2S          | 5           | 1           | DNFP        | 1P          | 1           | 2           | 4           | 2S          | 1S          | 2           | 3           | DNFS        | DNF         | 141    |
| 2    | Williams-Renault             | 5   | DNF         | 4           | 10          | DNF         | 6           | 1           | DNF         | 10          | DNF         | 3           | 4           | 3           | DNF         | DNF         | 3           | 1           | 77     |
| 2    | Williams-Renault             | 6   | DNFS        | DNF         | 15          | 2           | 2           | 2           | 3           | DNF         | 4           | DNFP        | DNF         | 4           | DNF         | 5           | 2           | 3           | 77     |
| 3    | Ferrari                      | 27  | 1           | DNF         | DNF         | DNFS        | DNF         | DSQ         | 2           | 2S          | 3           | 1S          | 3           | DNF         | DSQ         |             | DNF         | DNF         | 59     |
| 3    | Ferrari                      | 28  | DNF         | DNF         |             | DNF         | DNF         | DNF         | DNF         | DNF         | DNF         | DNF         | DNF         | 2           | 1S          | 2           | DNF         | DNF         | 59     |
| 4    | Benetton-Ford                | 19  | 6           | 3           | 8           | 4           | DNF         | DSQ         | DNF         | 3           | DNF         | DNF         | 5           | DNF         | 4           | DNF         | 1           | 2           | 39     |
| 4    | Benetton-Ford                | 20  | 4           | 11          | 14          | 15          | 5           | DNQ         | 9           | 11          | DNF         | 8           | 10          | DNF         | DNF         | DNF         | DNF         | 5           | 39     |
| 5    | Tyrrell-Ford                 | 3   | 7           | 6           | 9           | DNF         | 9†          | DNFS        | 10          | DNF         | DNF         | 13          | 14          | DNF         | 6           | 10          | DNF         | DNQ         | 16     |
| 5    | Tyrrell-Ford                 | 4   | 10          | DNQ         | 5           | 3           | DNF         | DNF         | 4           | DNF         | 10          | 9           | DNF         | 5           | DNQ         | 4           | DNF         | DNF         | 16     |
| 6    | Lotus-Judd                   | 11  | DNF         | DNF         | DNF         | 11          | DNF         | 4           | 8           | 4           | 5           | 6           | DNQ         | DNF         | DNF         | 8           | 4           | DNF         | 15     |
| 6    | Lotus-Judd                   | 12  | 8           | NC          | DNQ         | DNF         | DNF         | DNQ         | DNF         | 8           | DNF         | DNF         | DNQ         | 10†         | 7           | DNF         | DNF         | 4S          | 15     |
| 7    | Arrows-Ford                  | 9   | 5           | 5           | DNF         | DNF         | DNF         | DNF         | 12          | 9           | 6           | 10          | 6           | DNF         | DNF         | 9           | 6           | DNF         | 13     |
| 7    | Arrows-Ford                  | 10  | DNF         | 9           | 7           | 7           | 3           | DNF         | 7           | DNQ         | 12†         | 5           | DNF         | DNQ         | DNF         | DNF         | 8           | DNF         | 13     |
| 8    | Dallara-Ford                 | 21  | DNPQ        | 7           | 4           | 13          | DNF         | 6           | DNF         | DNQ         | DNF         | 7           | DNF         | 11†         | DNF         | DNF         | 9           | DNF         | 8      |
| 8    | Dallara-Ford                 | 22  | 13          | 10          | 13          | DNF         | 8           | 3           | DNQ         | DNF         | 7           | DNF         | 11          | DNF         | DNF         | 7           | 10          | DNF         | 8      |
| 9    | Brabham-Judd                 | 7   | DNF         | DNF         | 6           | 9           | DNF         | DNPQ        | DNPQ        | DNF         | 8           | 12          | DNF         | 6           | 8           | DNF         | 5           | DNF         | 8      |
| 9    | Brabham-Judd                 | 8   | DNF         | DNF         | 3           | 10          | DNF         | DNF         | DNF         | DNF         | DNF         | 11          | DNF         | EX          | 14          | DNF         | DNF         | 8           | 8      |
| 10   | Onyx-Ford                    | 36  | DNPQ        | DNPQ        | DNPQ        | DNF         | DNF         | DSQ         | 5           | DNPQ        | DNF         | DNF         | 8           | DNPQ        | 3           | DNPQ        | DNPQ        | DNPQ        | 6      |
| 10   | Onyx-Ford                    | 37  | DNPQ        | DNPQ        | DNPQ        | DNPQ        | DNPQ        | DNPQ        | 13†         | 12          | DNQ         | DNF         | DNF         | DNF         | DNPQ        | DNF         | DNPQ        | DNF         | 6      |
| 11   | Minardi-Ford                 | 23  | DNF         | DNF         | DNF         | DNF         | DNF         | DNF         | DNF         | 5           | 9           | DNF         | 9           | 7           | 5           | DNF         | DNF         | 6           | 6      |
| 11   | Minardi-Ford                 | 24  | DNF         | DNF         | DNF         | DNQ         | DNF         | DNF         | DNQ         | 6           | DNQ         | DNF         | 15          | 8           | 12          | DNF         | DNF         | DNQ         | 6      |
| 12   | March-Judd                   | 15  | 3           | DNF         | DNF         | DNQ         | DSQ         | DNF         | NCS         | DNF         | DNF         | DNF         | 7           | DNF         | 10          | DNF         | 7           | 7           | 4      |
| 12   | March-Judd                   | 16  | DNF         | DNF         | 11†         | DNF         | DNF         | DNF         | DNF         | DNF         | DNF         | DNF         | 12          | DNF         | DNF         | DNF         | DNF         | DNF         | 4      |
| 13   | Rial-Ford                    | 38  | 14          | DNQ         | DNQ         | 12          | 4           | 8           | DNQ         | DNQ         | DNQ         | DNQ         | DNQ         | DNQ         | DNQ         | DNQ         | DNQ         | DNQ         | 3      |
| 13   | Rial-Ford                    | 39  | DNPQ        | DNPQ        | DNPQ        | DNPQ        | DNPQ        | DNPQ        | DNPQ        | DNPQ        | EX          | DNQ         | DNQ         | DNQ         | DNQ         | DNQ         | DNQ         | DNQ         | 3      |
| 14   | Ligier-Ford                  | 25  | DNQ         | DNQ         | 12          | 14          | DNQ         | 5           | DNF         | DNQ         | 11          | DNQ         | DNF         | 9           | 13          | DNQ         | DNQ         | DNF         | 3      |
| 14   | Ligier-Ford                  | 26  | 9           | DSQ         | DNF         | 8           | DNQ         | DNQ         | 6           | 7           | DNF         | DNQ         | 13          | DNF         | DNQ         | DNF         | DNF         | DNF         | 3      |
| 15   | AGS-Ford                     | 40  |             | 8           | DNF         | 6           | 7†          | DNF         | DNF         | DNPQ        | DNPQ        | DNPQ        | DNPQ        | DNPQ        | DNPQ        | DNPQ        | DNPQ        | DNPQ        | 1      |
| 15   | AGS-Ford                     | 41  | DNPQ        | DNPQ        | DNPQ        | DNPQ        | DNPQ        | DNPQ        | DNPQ        | DNPQ        | DNPQ        | DNPQ        | DNPQ        | DNPQ        | DNPQ        | DNPQ        | DNPQ        | DNPQ        | 1      |
| 16   | Lola-Lamborghini (Larrousse) | 29  | DNQ         | DNF         | DNQ         | DNQ         | DNQ         | DNQ         | 11          | DNF         | DNF         | DNF         | DNF         | DNF         | 11          | DNPQ        | DNPQ        | DNPQ        | 1      |
| 16   | Lola-Lamborghini (Larrousse) | 30  | 12          | DNF         | DNF         | NC          | DNF         | DNF         | DNF         | DNF         | DNF         | DNPQ        | 16†         | DNF         | 9           | 6           | DNF         | DNF         | 1      |
| 17   | Osella-Ford                  | 17  | DSQ         | 12†         | DNPQ        | DNPQ        | DNPQ        | DNF         | DNPQ        | DNF         | DNPQ        | DNPQ        | DNPQ        | DNF         | DNPQ        | DNF         | DNF         | DNF         | 0      |
| 17   | Osella-Ford                  | 18  | DNPQ        | DNPQ        | DNPQ        | DNPQ        | DNPQ        | DNPQ        | DNPQ        | DNPQ        | DNPQ        | DNF         | DNPQ        | DNPQ        | DNPQ        | DNF         | DNPQ        | DNF         | 0      |
| —    | Coloni-Ford                  | 31  | DNQ         | DNQ         | DNF         | DNQ         | DNQ         | DNF         | DNQ         | DNF         | DNPQ        | DNPQ        | DNPQ        | DNPQ        | DNF         | DNPQ        | DNPQ        | DNPQ        | 0      |
| —    | Coloni-Ford                  | 32  | DNPQ        | DNPQ        | DNF         | DNPQ        | DNPQ        | DNPQ        | DNPQ        | DNPQ        | DNPQ        | DNPQ        | DNPQ        | DNPQ        | DNPQ        | DNPQ        | DNPQ        | DNPQ        | 0      |
| —    | Zakspeed-Yamaha              | 34  | DNF         | DNPQ        | DNPQ        | DNPQ        | DNPQ        | DNPQ        | DNPQ        | DNPQ        | DNPQ        | DNPQ        | DNPQ        | DNPQ        | DNPQ        | DNPQ        | DNF         | DNPQ        | 0      |
| —    | Zakspeed-Yamaha              | 35  | DNPQ        | DNPQ        | DNPQ        | DNPQ        | DNPQ        | DNPQ        | DNPQ        | DNPQ        | DNPQ        | DNPQ        | DNPQ        | DNPQ        | DNPQ        | DNPQ        | DNPQ        | DNPQ        | 0      |
| —    | EuroBrun-Judd                | 33  | DNQ         | DNPQ        | DNPQ        | DNPQ        | DNPQ        | DNPQ        | DNPQ        | DNPQ        | DNPQ        | DNPQ        | DNPQ        | DNPQ        | DNPQ        | DNPQ        | DNPQ        | DNPQ        | 0      |
| Pos. | Constructeur                 | Nr. | BRA         | SMR         | MON         | MEX         | VST         | CAN         | FRA         | GBR         | DUI         | HON         | BEL         | ITA         | POR         | SPA         | JPN         | AUS         | Punten |
| Pos. | Constructeur                 | Nr. | Grands Prix |             |             |             |             |             |             |             |             |             |             |             |             |             |             |             | Punten |

| Resultaat                      |
| ------------------------------ |
| Winnaar                        |
| Tweede plaats                  |
| Derde plaats                   |
| Gefinisht (punten)             |
| Gefinisht (geen punten)        |
| Niet geklasseerd (NC)          |
| Uitgevallen (DNF)              |
| Niet gekwalificeerd (DNQ)      |
| Niet gepre-kwalificeerd (DNPQ) |
| Gediskwalificeerd (DSQ)        |
| Niet gestart (DNS)             |
| Gewond (INJ)                   |
| Uitgesloten (EX)               |
| Teruggetrokken (WD)            |
| Niet deelgenomen (blanco cel)  |
| P Pole position                |
| S Snelste ronde                |

† — Coureur is niet gefinisht in de GP, maar heeft wel 90% van de raceafstand afgelegd, waardoor hij als geklasseerd genoteerd staat.
1950 · 1951 · 1952 · 1953 · 1954 · 1955 · 1956 · 1957 · 1958 · 1959 · 1960 · 1961 · 1962 · 1963 · 1964 · 1965 · 1966 · 1967 · 1968 · 1969 · 1970 · 1971 · 1972 · 1973 · 1974 · 1975 · 1976 · 1977 · 1978 · 1979 · 1980 · 1981 · 1982 · 1983 · 1984 · 1985 · 1986 · 1987 · 1988 · 1989 · 1990 · 1991 · 1992 · 1993 · 1994 · 1995 · 1996 · 1997 · 1998 · 1999 · 2000 · 2001 · 2002 · 2003 · 2004 · 2005 · 2006 · 2007 · 2008 · 2009 · 2010 · 2011 · 2012 · 2013 · 2014 · 2015 · 2016 · 2017 · 2018 · 2019 · 2020 · 2021 · 2022 · 2023 · 2024 · 2025 · 2026 
 Lijst van Formule 1 Grand Prix-wedstrijden